# تلاش (پهپاد)
پهپاد تلاش یا پهپاد هدف ۳۰۰۰ پهپاد ایرانی است که بعنوان اولین پهپاد صنایع هوایی قدس محسوب می‌شود و بر‌مبنای طرح‌های محققان جهاد دانشگاهی اصفهان در سال ۱۳۶۴ ساخته‌شده‌است. این پهپاد که از ابعادی کوچک تشکیل‌ شده، دارای حداکثر سرعتِ ۱۴۰ کیلومتر بر ساعت می‌باشد. هدایت و کنترل این هواپیمای بدون سرنشین توسط رادیو کنترل PCM انجام می‌گردد و توانایی انجام انواع مانورهای پروازی همانند غلت، تاب و پیچ را دارد.
«پهپاد تلاش» متشکل از دو مدل است بنام‌های تلاش-۱ و تلاش-۲ که تمایزهایی با یکدیگر دارند. سرعت مدلِ «تلاش ۱» صد و بیست کیلومتر بر ساعت است و دارای چرخ برای نشست و برخاست است، اما مدلِ «تلاش ۲» سرعت و مانورپذیری بیشتری نسبت به تلاش ۱ دارد. این مدل پهپاد برای برخاستن از پرتابگر JATO (پرتابگر گاز فشرده) و به منظور بازیابی از چتر استفاده می‌کند. سرعت «تلاش ۲» ۱۴۰ کیلومتر بر ساعت و میزان بیشترین شعاع عملیاتیِ آن ۵ کیلومتر است. سقف پروازی این پهپاد ۲۷۰۰ متر و مداومت پروازیِ آن ۴۵ دقیقه است.

## تاریخچه و تولید
مسئله تولید پهپاد در کشور ایران مربوط می‌شود به سال‌های اوایل انقلاب اسلامی؛ در آن زمان تعدادی از متخصصان فعال در جهاد دانشگاهی اصفهان فعالیتهایی را برای انجام بررسی‌هایی با هدف ساخت پهپادِ شناسایی آغاز کردند و به دنبال آن، در سال ۱۳۶۴ فرماندهان سپاه پاسداران انقلاب اسلامی نیز به این کار ورود نمودند و در نهایت این پهپاد ایرانی با نام «تلاش» طراحی و ساخته گردید؛ پس از آن، گردان رعد سپاه پاسداران در جبهه‌های جنگ ایران عراق با هدف عملیات‌های شناسایی از این پهپاد استفاده کردند.